# Écriture musicale
Ne doit pas être confondu avec Composition musicale ou Édition musicale.
L'écriture musicale consiste en l'étude et la mise en application des règles et des styles régissant l'écriture de la musique classique occidentale. Cette étude comprend les disciplines suivantes :
- l'harmonie tonale, l'harmonisation ;
- le contrepoint, la fugue ;
- les musiques modales, tonales, sérielles, et les styles au travers des époques.

Cette étude utilise comme outil le solfège, supposé acquis. Elle est à mettre en parallèle avec l'analyse musicale, qui consiste en l'étude de la musique préalablement écrite.
On peut considérer l'écriture musicale comme une étude sous contraintes fortes de la composition (contraintes de style, de forme, d'instrumentation, avec ou sans éléments fournis).